# Lupinus regalis
Lupinus regalis là một loài thực vật có hoa trong họ Đậu. Loài này được Bergmans miêu tả khoa học đầu tiên.